# Cuimu (köpinghuvudort i Kina, Shaanxi, lat 34,81, long 107,86)
Cuimu är en köpinghuvudort i Kina. Den ligger i provinsen Shaanxi, i den nordvästra delen av landet, omkring 110 kilometer nordväst om provinshuvudstaden Xi'an. Antalet invånare är 8 369. Befolkningen består av 3 526 kvinnor och 4 843 män. Barn under 15 år utgör 14,0 %, vuxna 15-64 år 78 %, och äldre över 65 år 7,0 %.
Runt Cuimu är det ganska glesbefolkat, med 50 invånare per kvadratkilometer. Det finns inga andra samhällen i närheten. Omgivningarna runt Cuimu är en mosaik av jordbruksmark och naturlig växtlighet.
Genomsnittlig årsnederbörd är 677 millimeter. Den regnigaste månaden är september, med i genomsnitt 172 mm nederbörd, och den torraste är december, med 1 mm nederbörd.